# Kim Khê
Kim Khê (tiếng Trung: 金溪县, Hán Việt: Kim Khê huyện) là một huyện của địa cấp thị Phủ Châu (抚州市), tỉnh Giang Tây, Cộng hòa Nhân dân Trung Hoa. Huyện này có diện tích 1358 km2, dân số năm 2003 là 270.000 người, mã số bưu chính 344800, mã vùng điện thoại 0794. 

## Hành chính
Huyện Kim Khê được chia ra làm 13 đơn vị hành chính cấp hương, bao gồm 8 trấn và 5 hương. Ngoài ra huyện này còn quản lí 2 đơn vị tương đương cấp hương khác.
- Trấn: Tú Cốc (秀谷镇), Hử Loan (浒湾镇), Song Đường (双塘镇), Hà Nguyên (何源镇), Hợp Thị (合市镇), Lang Cư (琅琚镇), Tả Phường (左坊镇), Đối Kiều (对桥镇)
- Hương: Hoàng Thông (黄通乡), Lục Phường (陆坊乡), Trần Phường Tích (陈坊积乡), Lưu Ly (琉璃乡), Thạch Môn (石门乡)

Đơn vị ngang cấp hương khác
- Khu quản lí Hoa Kiều (华侨管理区)
- Khu quản lí khu công nghiệp Kim Khê Giang Tây (江西金溪工业园区管理委员会)